# Escalada esportiva nos Jogos Pan-Americanos de 2023 - Velocidade feminino
O evento de velocidade feminino da escalada esportiva nos Jogos Pan-Americanos de 2023 foi disputado em 21 de outubro de 2023 nos Muros de Escalada Parque Cerrillos, em Cerrillos. Um total de 12 escaladoras de cinco Comitês Olímpicos Nacionais (CON) participaram da competição.

## Calendário
Horário local (UTC−3).
| Data          | Hora  | Fase           |
| ------------- | ----- | -------------- |
| 21 de outubro | 19:00 | Qualificatória |
| 21 de outubro | 19:50 | Fase final     |

## Medalhistas
| Ouro   | USA Piper Kelly  |
| Prata  | USA Emma Hunt    |
| Bronze | ECU Andrea Rojas |

## Resultados

### Qualificatória
Todas as competidoras realizam duas escaladas (linha A e linha B), sendo considerado o tempo mais rápido. As oito melhores avançam para a fase final.
| Pos. | Escaladora        | CON                | Linha A | Linha B | Tempo | Notas |
| ---- | ----------------- | ------------------ | ------- | ------- | ----- | ----- |
| 1    | Emma Hunt         | USA Estados Unidos | 6.82    | 6.84    | 6.82  | Q     |
| 2    | Sophia Curcio     | USA Estados Unidos | 7.79    | 7.76    | 7.76  | Q     |
| 3    | Piper Kelly       | USA Estados Unidos | 10.82   | 7.97    | 7.97  | Q     |
| 4    | Valeria Macías    | MEX México         | 8.37    | 8.16    | 8.16  | Q     |
| 5    | Andrea Rojas      | ECU Equador        | 8.57    | 12.77   | 8.57  | Q     |
| 6    | Anahí Riveros     | CHI Chile          | 8.81    | 8.93    | 8.81  | Q     |
| 7    | Erica Velev       | CAN Canadá         | 11.33   | 8.99    | 8.99  | Q     |
| 8    | Carmen Contreras  | CHI Chile          | 9.28    | 9.67    | 9.28  | Q     |
| 9    | Arantza Fernández | MEX México         | 9.80    | 10.26   | 9.80  |       |
| 10   | Abigail Ruano     | ECU Equador        | 11.45   | 9.92    | 9.92  |       |
| 11   | Nicole Mejía      | ECU Equador        | 10.42   | 10.14   | 10.14 |       |
| 12   | María Hidalgo     | MEX México         | 16.68   | 14.85   | 14.85 |       |

### Fase final
As competidoras disputam duelos eliminatórios até a final. As perdedoras das semifinais disputam a medalha de bronze.
|  | Quartas de final     | Quartas de final     | Quartas de final |  |  | Semifinal         | Semifinal         | Semifinal       |      |               | Final         | Final | Final |
|  |                      |                      |                  |  |  |                   |                   |                 |      |               |               |       |       |
|  | USA Emma Hunt        | USA Emma Hunt        | 6.76             |  |  |                   |                   |                 |      |               |               |       |       |
|  | CHI Carmen Contreras | CHI Carmen Contreras | 9.30             |  |  | USA Emma Hunt     | USA Emma Hunt     | 6.71            |      |               |               |       |       |
|  | MEX Valeria Macías   | MEX Valeria Macías   | 8.19             |  |  | ECU Andrea Rojas  | ECU Andrea Rojas  | 7.74            |      |               |               |       |       |
|  | ECU Andrea Rojas     | ECU Andrea Rojas     | 7.60             |  |  |                   |                   |                 |      | USA Emma Hunt | USA Emma Hunt | FS    |       |
|  | USA Sophia Curcio    | USA Sophia Curcio    | 7.83             |  |  |                   | USA Piper Kelly   | USA Piper Kelly | 7.53 |               |               |       |       |
|  | CAN Erica Velev      | CAN Erica Velev      | 8.41             |  |  | USA Sophia Curcio | USA Sophia Curcio | 9.67            |      |               |               |       |       |
|  | USA Piper Kelly      | USA Piper Kelly      | 7.85             |  |  | USA Piper Kelly   | USA Piper Kelly   | 7.69            |      |               |               |       |       |
|  | CHI Anahí Riveros    | CHI Anahí Riveros    | 8.57             |  |  |                   |                   |                 |      |               |               |       |       |
|  |                      |                      |                  |  |  |                   |                   |                 |      |               |               |       |       |
|  |                      |                      |                  |  |  |                   |                   |                 |      |               |               |       |       |

|  | Disputa pelo bronze |                   |       |
|  |                     |                   |       |
|  | ECU Andrea Rojas    | ECU Andrea Rojas  | 7.59  |
|  | USA Sophia Curcio   | USA Sophia Curcio | Queda |